# Хак Кампманн
Хак Кампманн (дан. Hack Kampmann; * 6 вересня 1856, Ебелтофт — 27 червня 1920, Копенгаген) — данський архітектор, королівський будівничий інспектор, професор архітектури й художник. Він мав значний вплив на розвиток архітектури Данії епохи національного романтизму і пізнього неокласицизму.

## Біографія
Його батьки були християнами Пітер Георгом Кампманном, священником, і Йоханна Марі Шмідт. У 1873 році вступив до архітектурного відділення Королівської академії образотворчих мистецтв Данії, закінчив у 1882 році, отримавши престижну золоту медаль («Lille guldmedalje») для дизайну «Плавальної ванни в італійському стилі Ренесансу».
Кампманн відвідав численні навчальні поїздки по всій Європі, оплативши кілька стипендій, включаючи північну Італію, Грецію та Швецію. Він також взяв участь в Школі витончених мистецтв в Парижі в 1882 році і працював з професором Жаком Хермантом.
Повернувшись додому в Данії, він став плідним архітектором, розробляючи приватні вілли, приватні художні музеї, комерційні будівлі, церкви, а також невеликі державні будівлі, такі як поштові відділення, і великі, такі як королівські палаци. Серед його основних робіт — Провінційні архіви Північної Ютландії (1890—91) у Виборзі, Ютландія; Орхуський театр (1898—1900); Палац Марселісборг (побудований 1899—1902 рр. Як весільний подарунок від людей до нашого принца Крістіана (пізніше Християнина X), розширення до Гліптотека N Carlsberg у Копенгагені та Копенгагенського штабу поліції, Копенгаген (1918—1922).
Спочатку Кампманн був одним з провідних данських прихильників національного романтичного стилю. Однак у 1920-х роках він прийняв стиль скандинавського скандинавства, ставши одним з головних його ініціаторів. Його найвідоміша робота — одна з кульмінацій стилю, штаб-квартира поліції в Копенгагені (1918—22) (в команді з Aage Rafn, Holger Jacobsen і F. Fredriksen), він був серед ініціаторів північного класицизму 1920-х років. Цю останню будівлю було завершено після його смерті влітку 1920 року його двома синами, Крістіаном і Гансом Йоргеном Кампманн, разом з Рафном. Кампманн також відповідав за ряд проєктів з відновлення будівель, зокрема Собор Орхуса (1907-20).

## Будинки й реставраційні роботи Кампманна

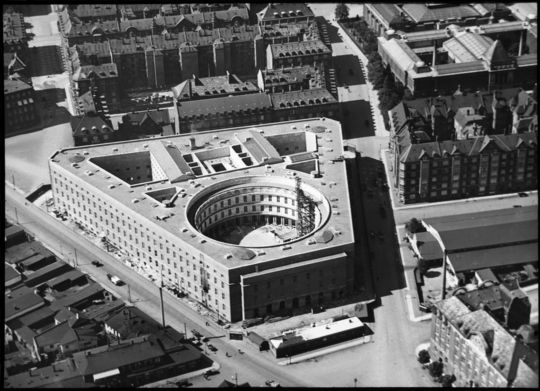
Копенгагенський поліцейський штаб, 1924.

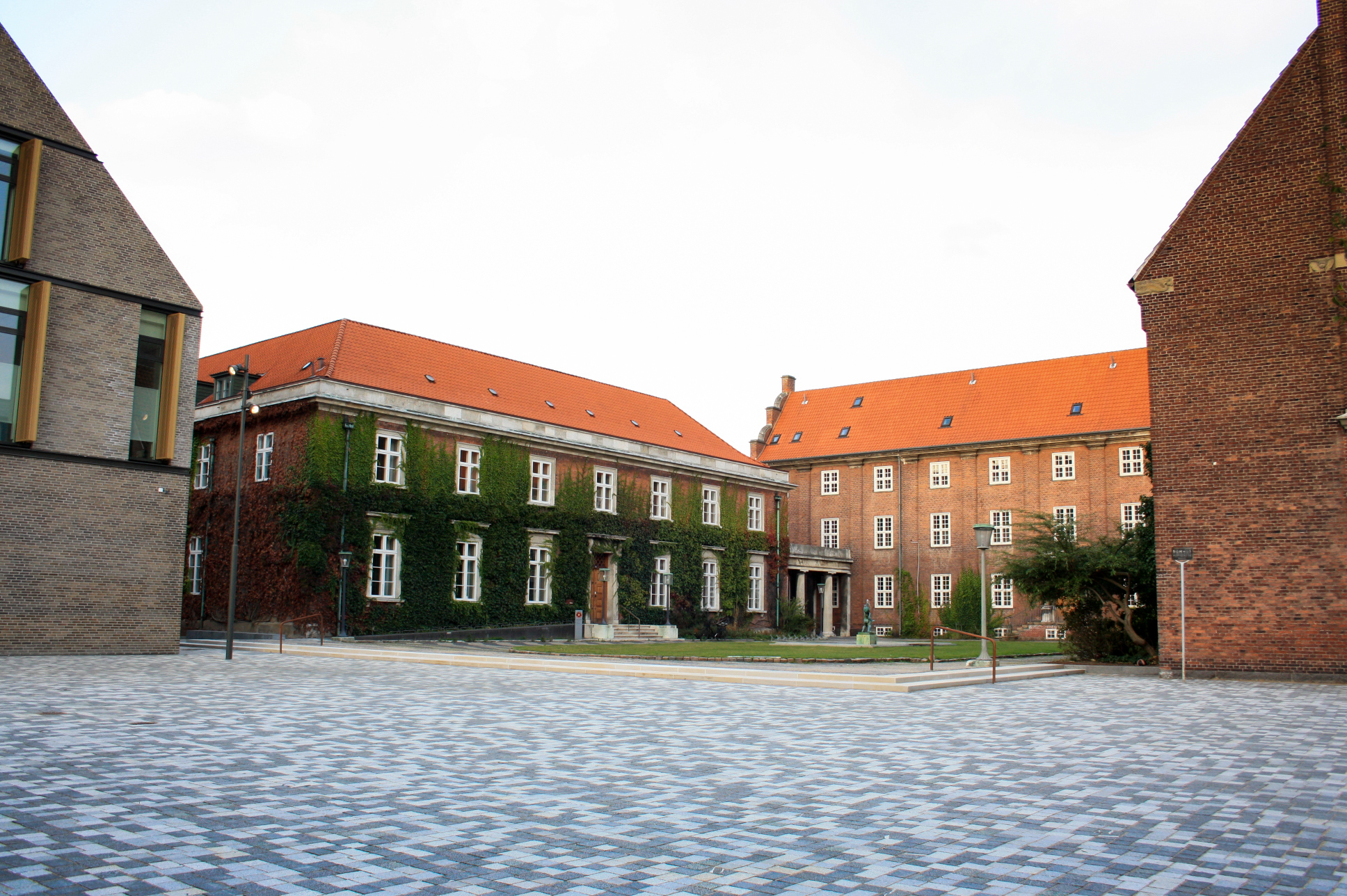
Будівля суду Фредеріксберга, 1921.

Хак Кампманн (6 вересня 1856 — 27 червня 1920 р.) Був данським архітектором і професором архітектури на кафедрі архітектури Королівської данської академії образотворчих мистецтв у Копенгагені.

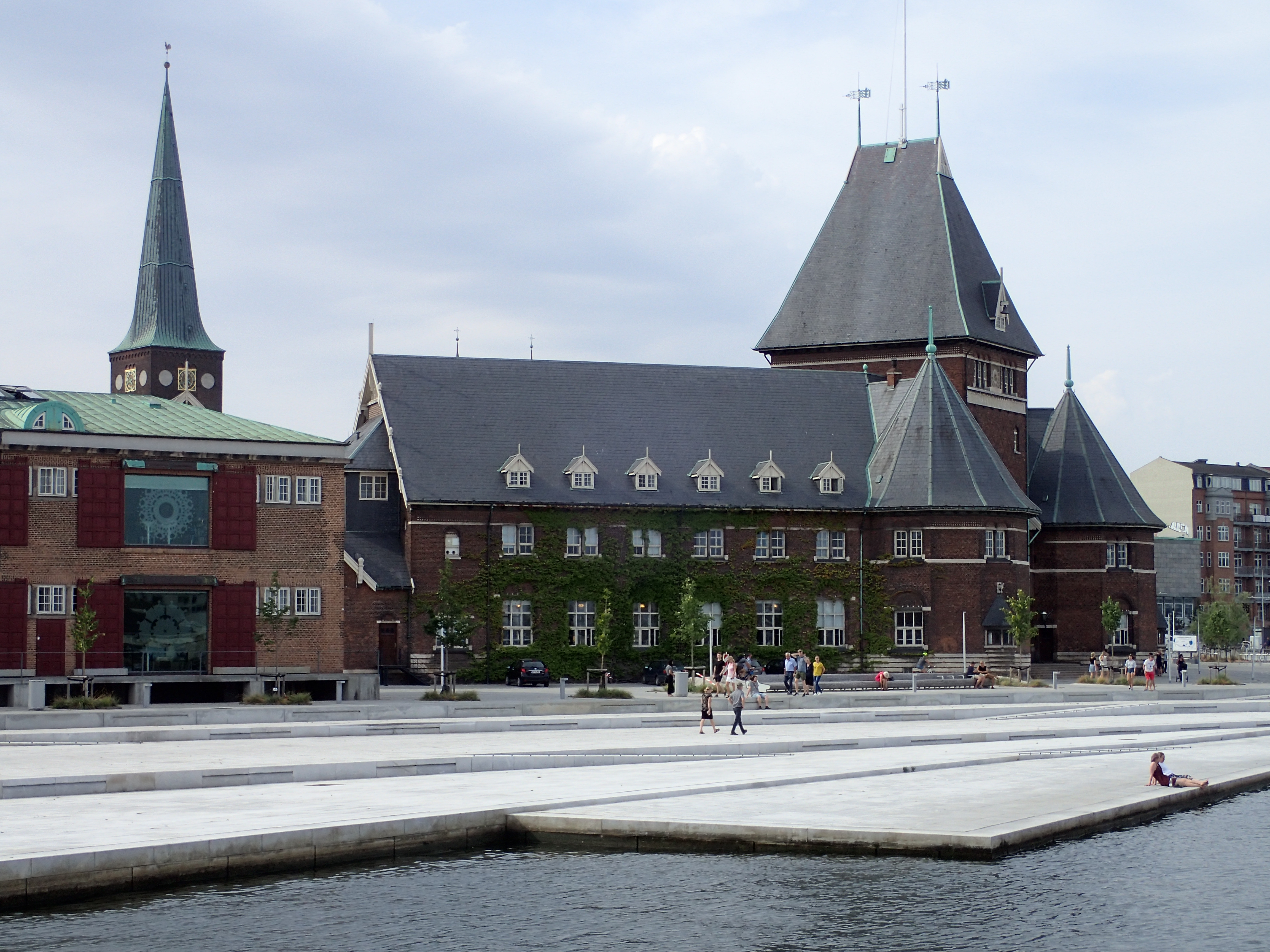
Митниця в Орхусі

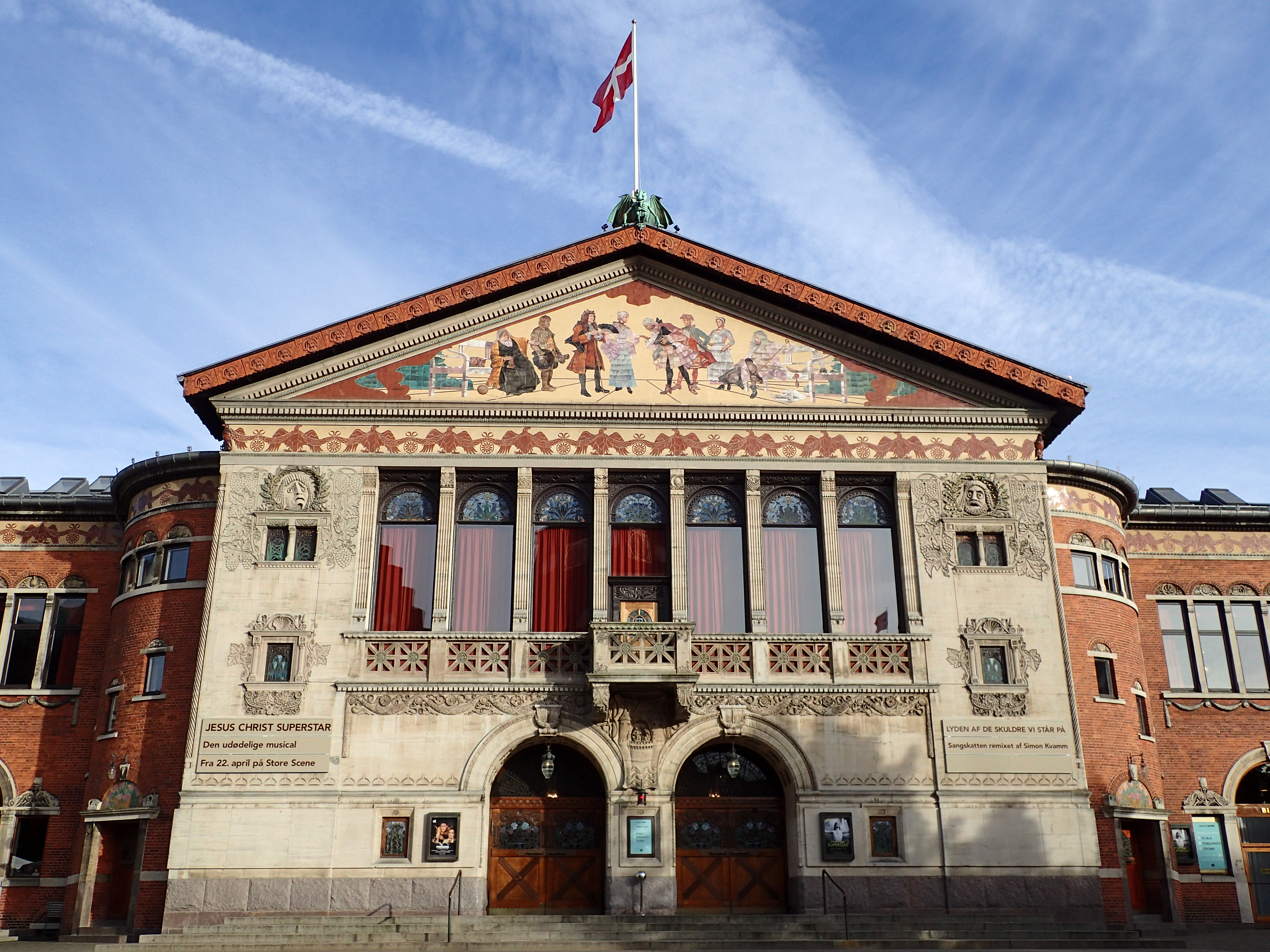
Театр Орхуса

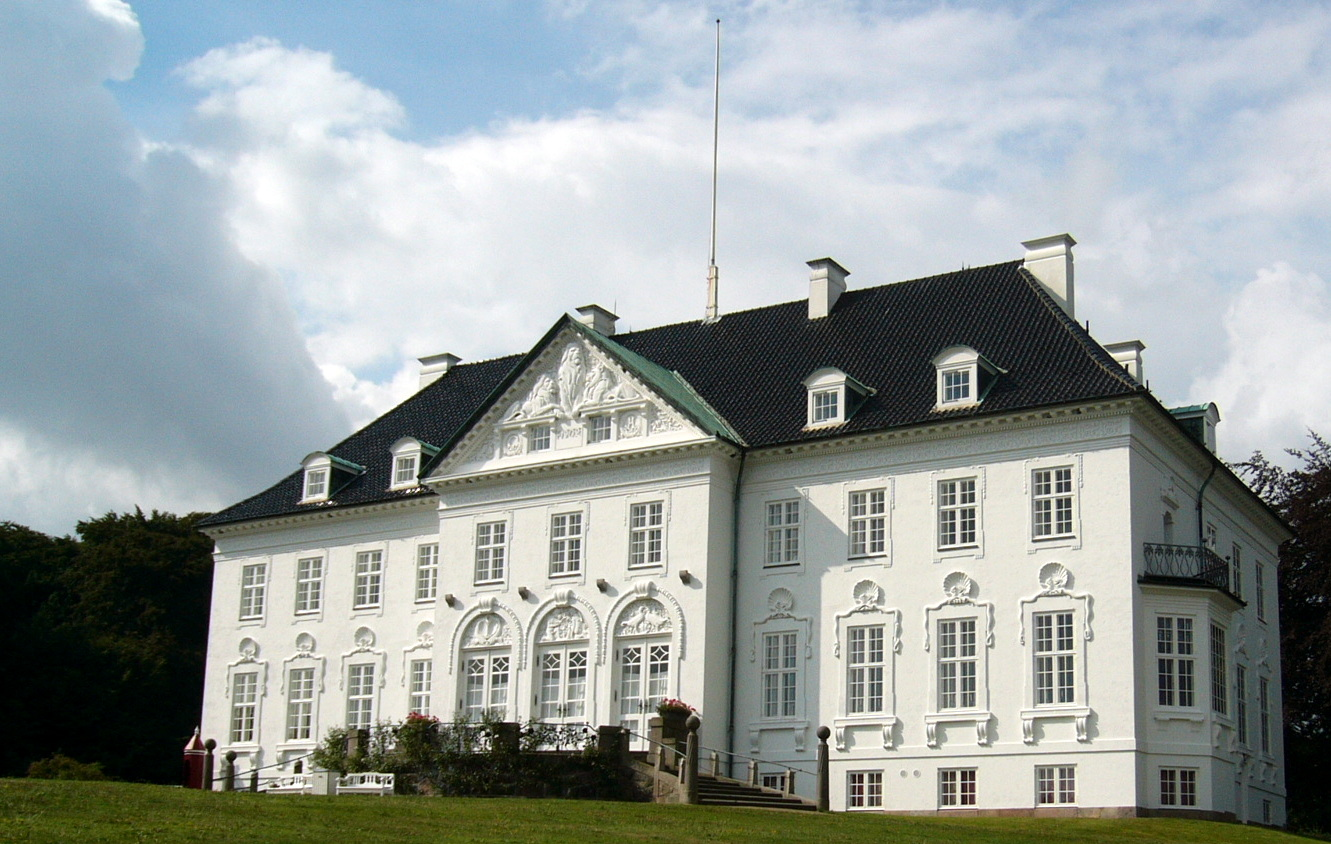
Палац Марселісборг

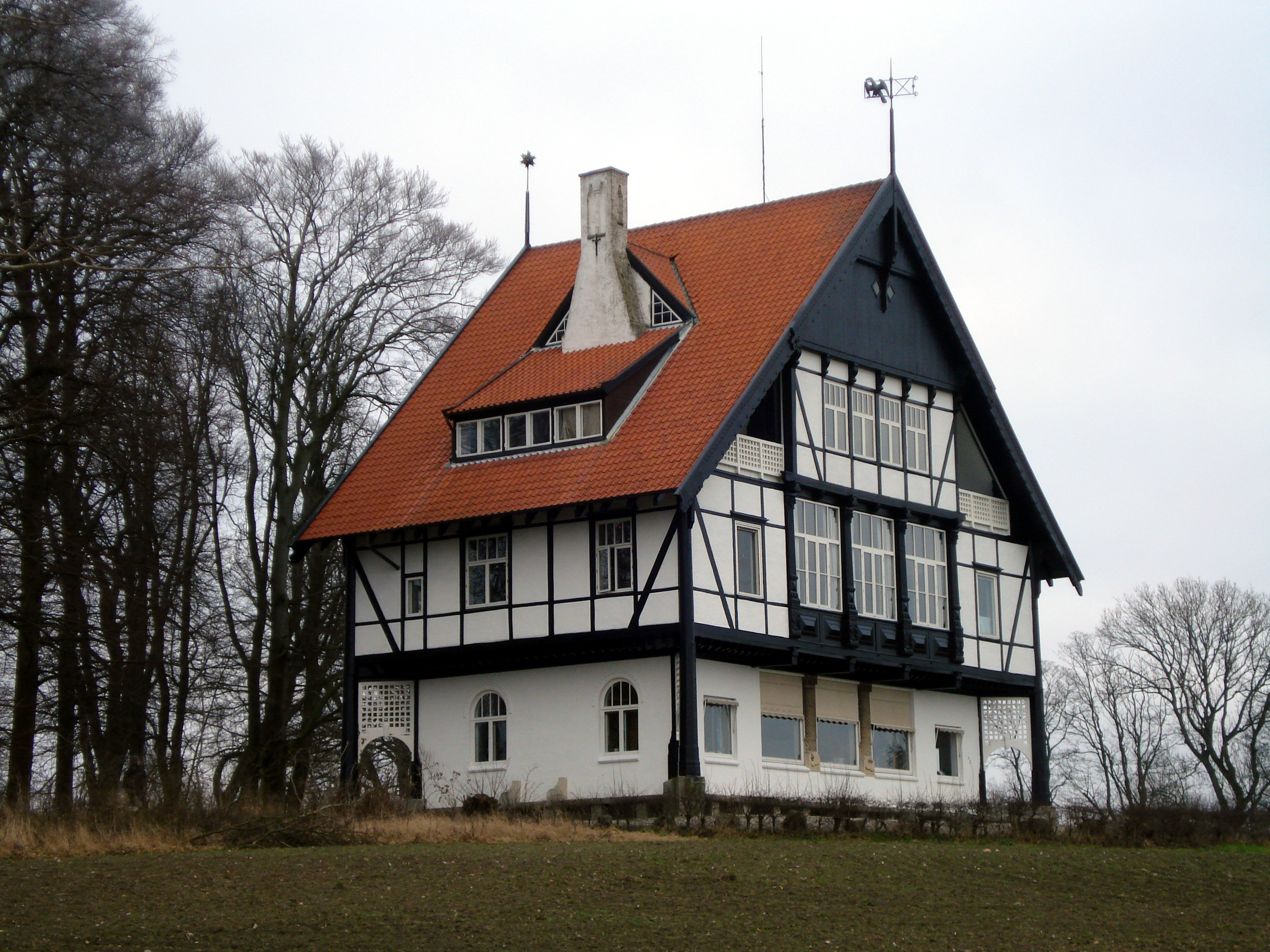
Мисливський будиночок, особняк Kalø Hovedgård

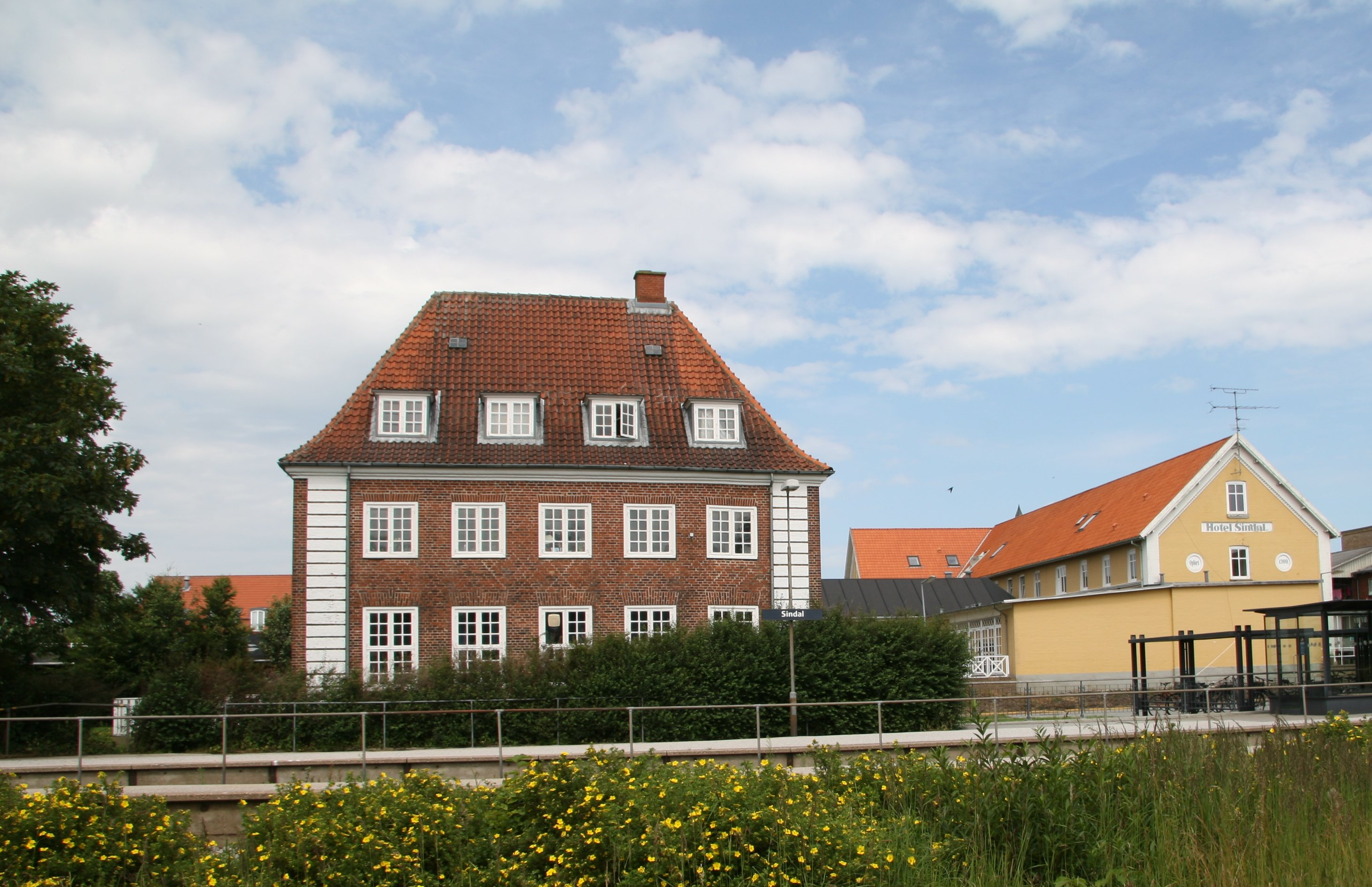
Поштове відділення Сіндал

Школа Виборзького собору

- Вілла Мірамаре для Вільяма Саломонсена, Ведбека (1887-88)
- Центральна лікарня, Hjørring (1888-90)
- Архіви Північної Ютландії, нині державні архіви Північної Ютландії, Віборг (1889-91)
- Stege Rectory, Stege (1891—93)
- Технічний коледж, Hjørring (1891)
- Вілла Брюера Карла Якобсена в Ні Карлсберг, Копенгаген (1890 р.)
- Реконструкція та розширення першого нью- карлсберзького гліптотека, Копенгаген (близько 1890-95)
- Ощадний банк, Hjørring (1894)
- Митний будинок Орхуса, Орхус (1895-97)
- Мисливський будиночок і реконструкція головної будівлі, садиба Кало Говедґард (ок. 1897 р.)
- Театр Орхуса (1897—1900, з Карлом Хансеном Рейструпом)
- План розвитку садибного комплексу Марселісборг, Орхус (1898, з інженером міста Чарльзом Амбтом)
- Міська бібліотека Орхуса, сьогодні Національний бізнес-архів, Орхус (1898—1902)
- Палац Марселісборг, Орхус (1899—1902)
- Сірий будинок (1901)
- Розширення мистецького музею Гліптотека Ny Carlsberg, Копенгаген (1901-06, після конкурсу архітектури)
- Будинок офісу та лабораторії, Ny Carlsberg Glyptotek, Копенгаген (1901)
- Вілла Кампен, Орхус (1901-02)
- Церква св. Йоханнес (1902—1905)
- Будівля поштового та телеграфного зв'язку, Орхус (1903-05)
- Головна будівля, нерухомість Rye Nørskov, Ry (1904-06)
- Бізнес-школа Ютланд, нині бізнес-коледж Орхус, Орхус (1904-05)
- Розширення до приватного банку Aarhuus, Орхус (1905, знесений 1929)
- Нове будівництво та реконструкція, Школа Орхуського собору, Орхус (1905-06)
- Будівництво кредитних фінансів, Віборг (1905-06, з Валдемаром Шмідтом)
- Митниця Скаген, Скаген (1907—1908)
- Ольборзький поштовий і телеграфний офіс, Ольборг (1908—10)
- План міського вокзалу та Будинок губернатора, Національна виставка 1909 року в Орхусі (знесена)
- Будинок губернатора, Хйоррінг, (1909-10)
- Літня резиденція пана Крістіана Кемпманна, Lønstrup (1909, знесена)
- Митниця, Віборг (1910, знесений)
- Поліцейська дільниця Хорнслі, Хорнслі (1910 р.)
- Поштове відділення Langå, Langå (1910)
- Hurup Поштове відділення, Hurup (1910)
- Hadsten Post Office, Хадстен (1910)
- Поштове відділення Sindal, Sindal (1911)
- Митниця Хорсенс, тепер штаб-квартира компанії Bestseller Horsens (1911-13)
- Нова башта, церква св. Серена, Ry (1911-12)
- Гробниця короля Крістіана IX і королеви Луїзи, Собор Роскілле (1911 — близько 1919)
- Басейн для танцювального фонтану Рудольфа Тегнера, Сади замку Розенборг (1913 р., Нині в Хельсінгер)
- Поштове відділення Løgstør, Løgstør (1913-18)
- Митниця Фредеріксхавн, Фредеріксхавн (1913-15)
- Маєток для Крістіана Кампана, Орхус (1916)
- Штаб-квартира поліції, Фредеріксберг (близько 1915 р., Після архітектурного конкурсу)
- Школа собору Виборг (1915—26, з Крістіаном Кампанном і Йоханнесом Фредеріксен)
- Поштове відділення Віборг, Віборг (1916)
- Державний екзаменаційний інститут, Копенгаген (1916-19, знесений 1995)
- Randers державна школа (1918-26, з християнської Кампманна і Йоханнес Фредеріксена)
- Поштове відділення Skørping, Skørping (1918)
- Cordial Teater, Stortingsgatan 16, Осло (1918)
- Церква св. Павла, Хадстен (1918-19, з Хансом Йорген Кампманном)
- Копенгагенський поліцейський штаб, Копенгаген (1918—24, з Aage Rafn, Christian і Hans Jørgen Kampmann, Holger Jacobsen і Anton Frederiksen)
- Поштове відділення Brædstrup, Brædstrup (1919-21)
- Будівля суду Фредеріксберга, Фредеріксберг (1919-21)
- Перетворення замку Аальборгуса (1919-20)
- Реконструкція і розширення садиби Палструп, Виборг (1919)
- Нова вежа та веранда, церква Конгенс Тістед (1920)
- Сількеборг митниця, зараз поштове відділення, Drewsensvej, Сількеборг (1920, з християнською Kampmann)
- Митниця Ебельтофт, нині музей Ебельтофт (1921 р., Разом з Крістіаном Кампанном)
- Розширення до державної школи Хорсенса
- Церква Снеслева (1889-91)
- Helligåndshuset, Randers (1894)
- Церква Тістед (1895)
- Розширення і відновлення церкви Нерресундбі (1897-98)
- Стара церква (1898)
- Реставрація та розширення церкви Будольфі, Ольборг (1899—1910)
- Ольборг Клостер, Адельгаде (1904-07)
- Собор Орхуса (1907-20)

## Галерея

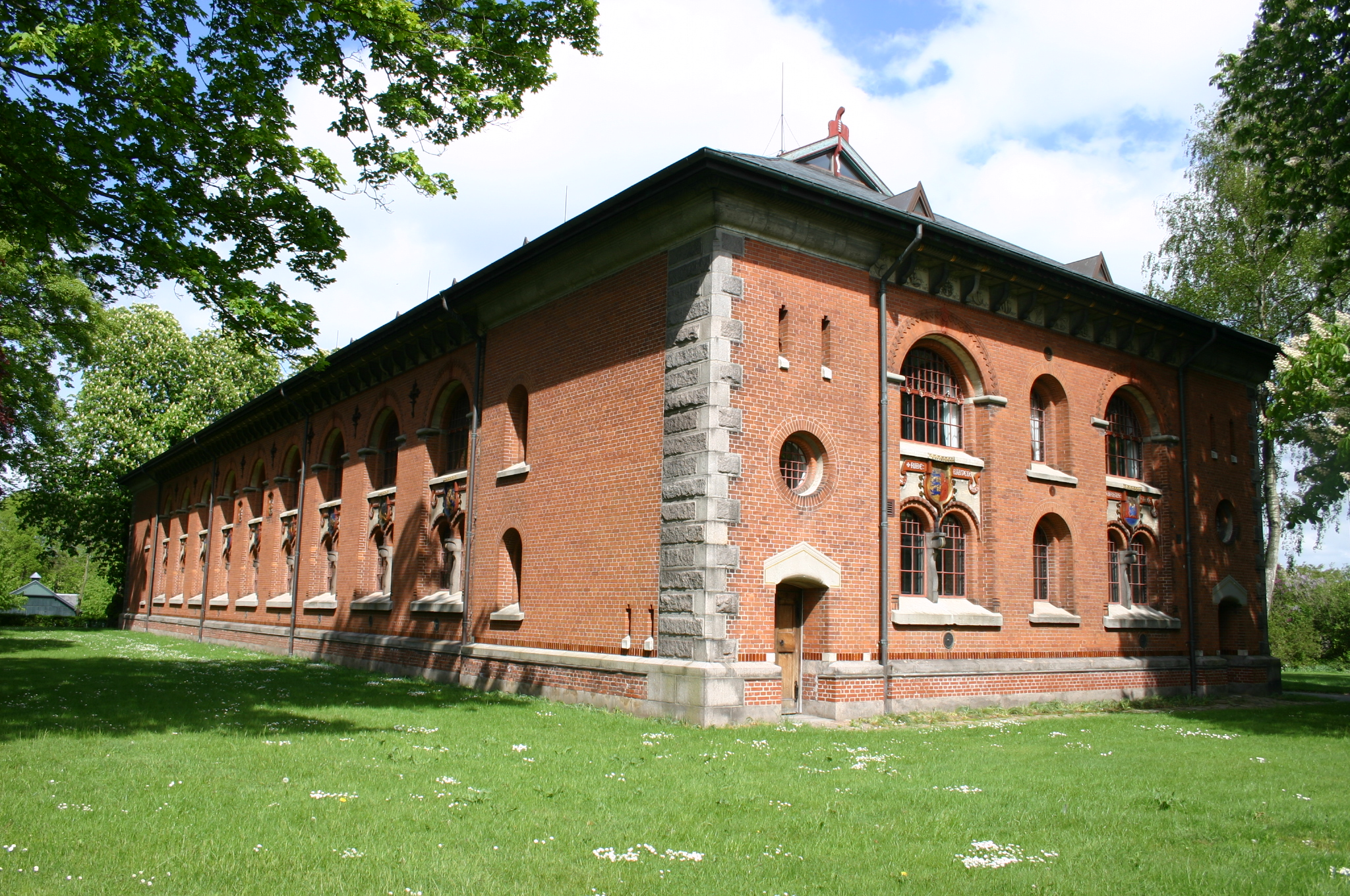
Державний архів Північної Ютландії
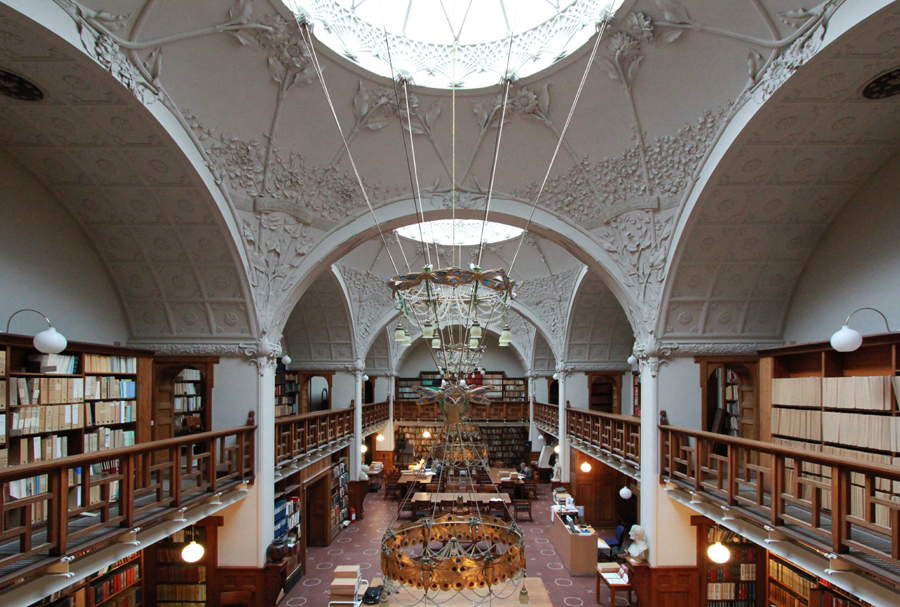
Колишня міська бібліотека Орхуса
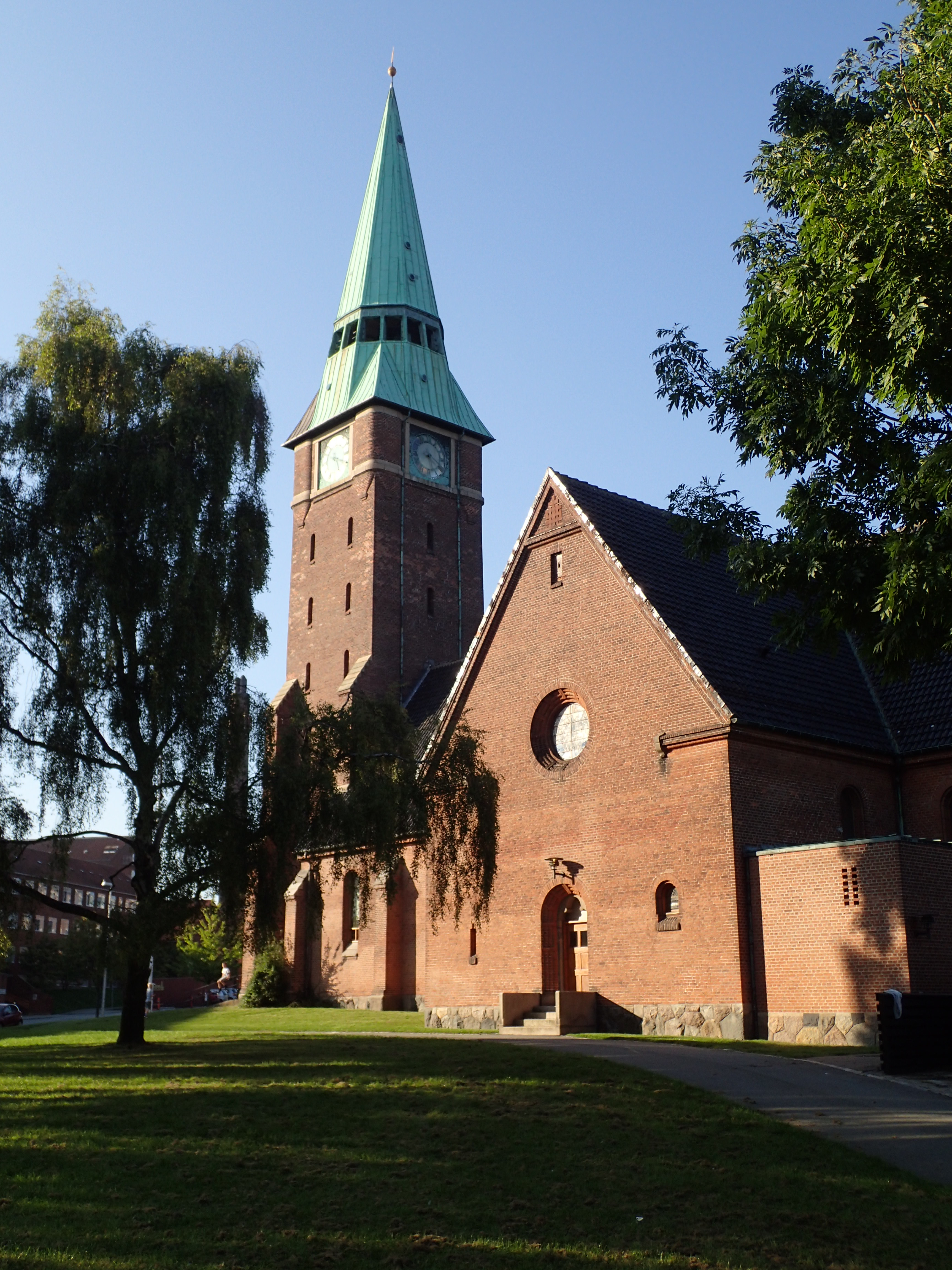
Церква св. Йоханнес, Орхус
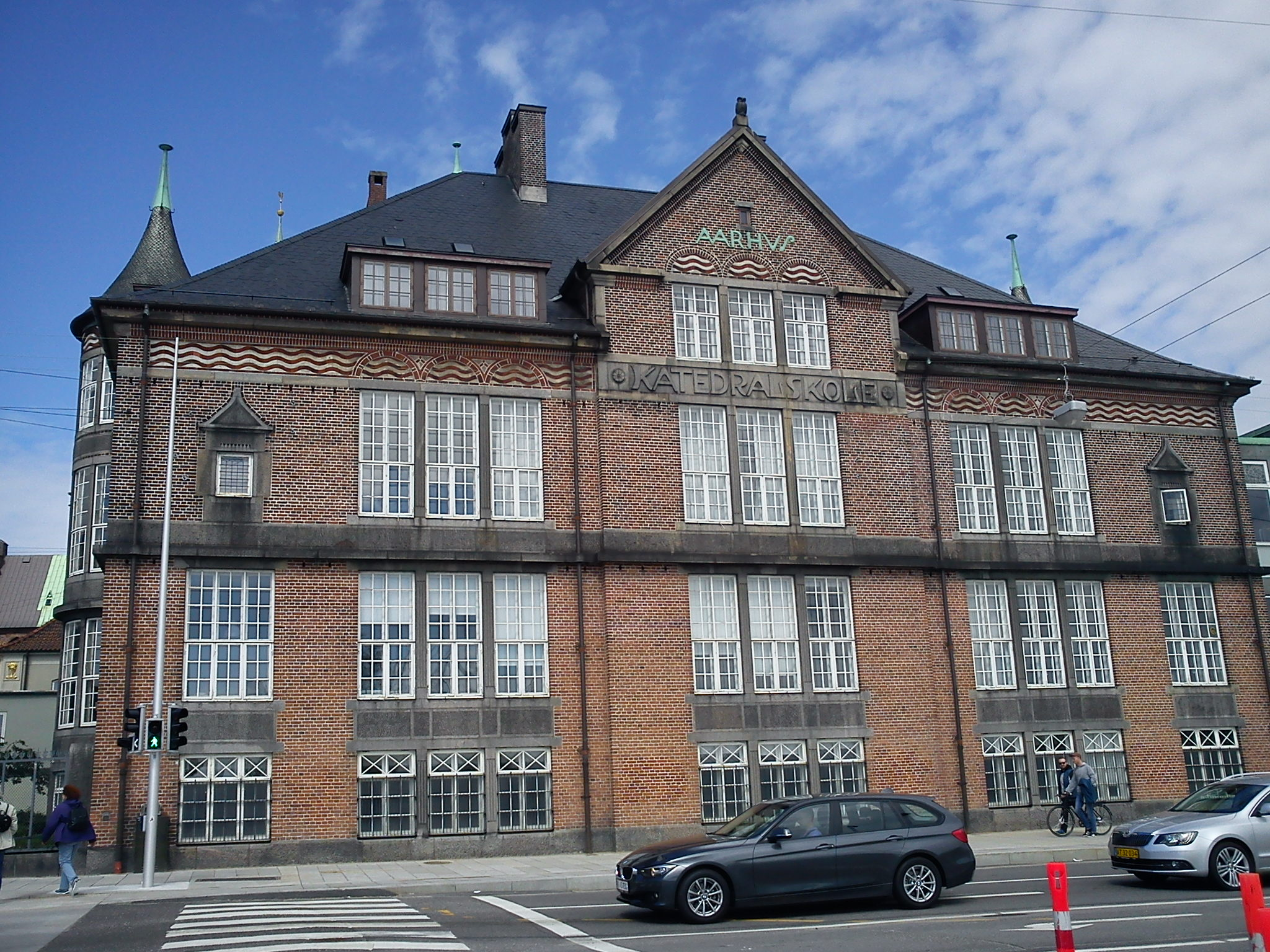
Школа Орхуського собору, цегляна будівля з чорним дахом.
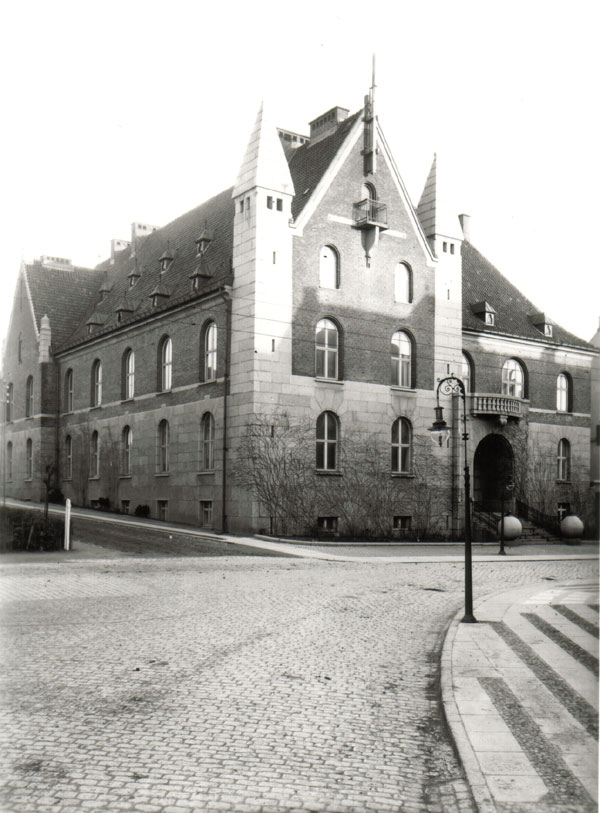
Будівництво кредитних фінансів, Віборг
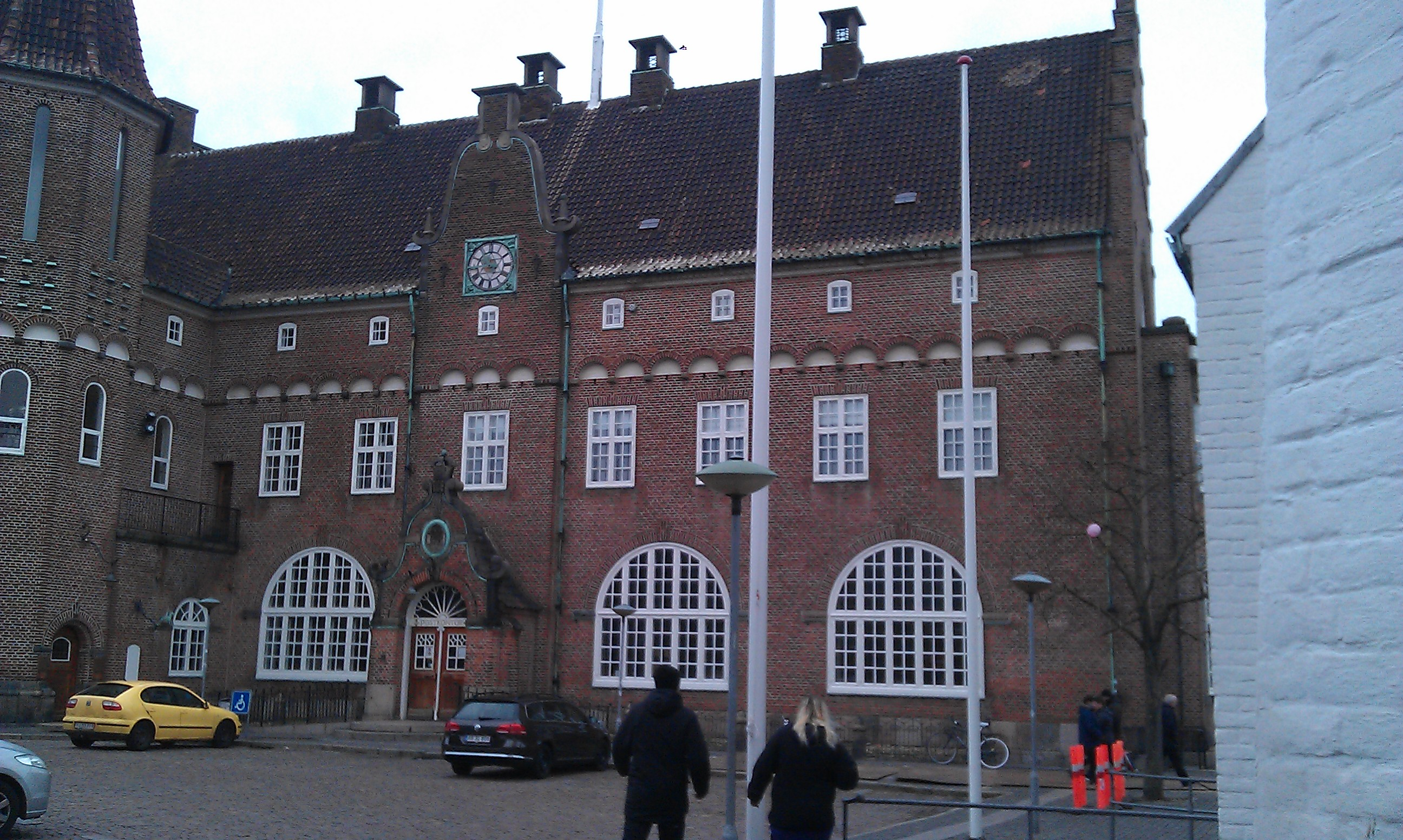
Поштове відділення Ольборга
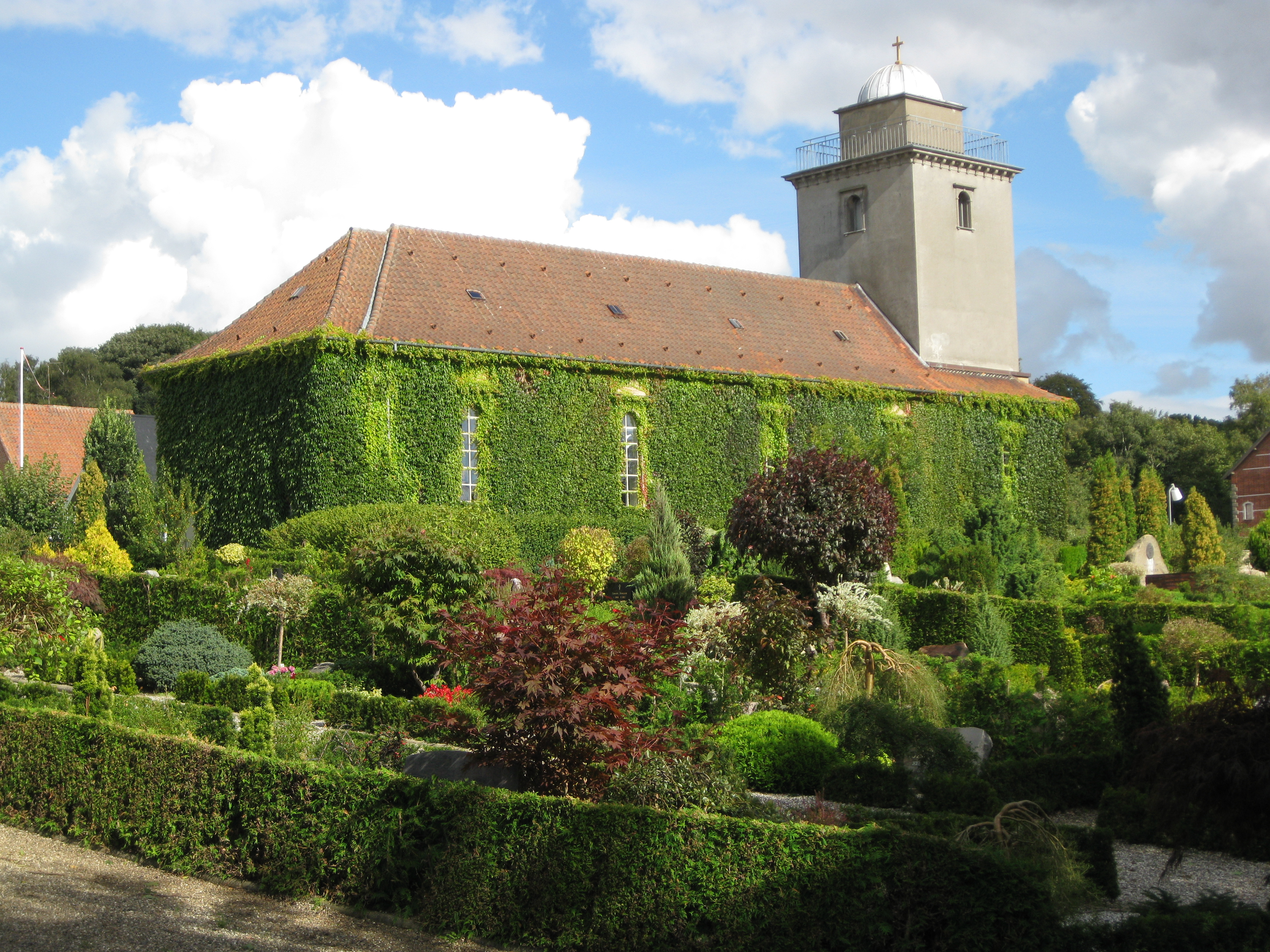
Церква Святого Павла, Хадстен
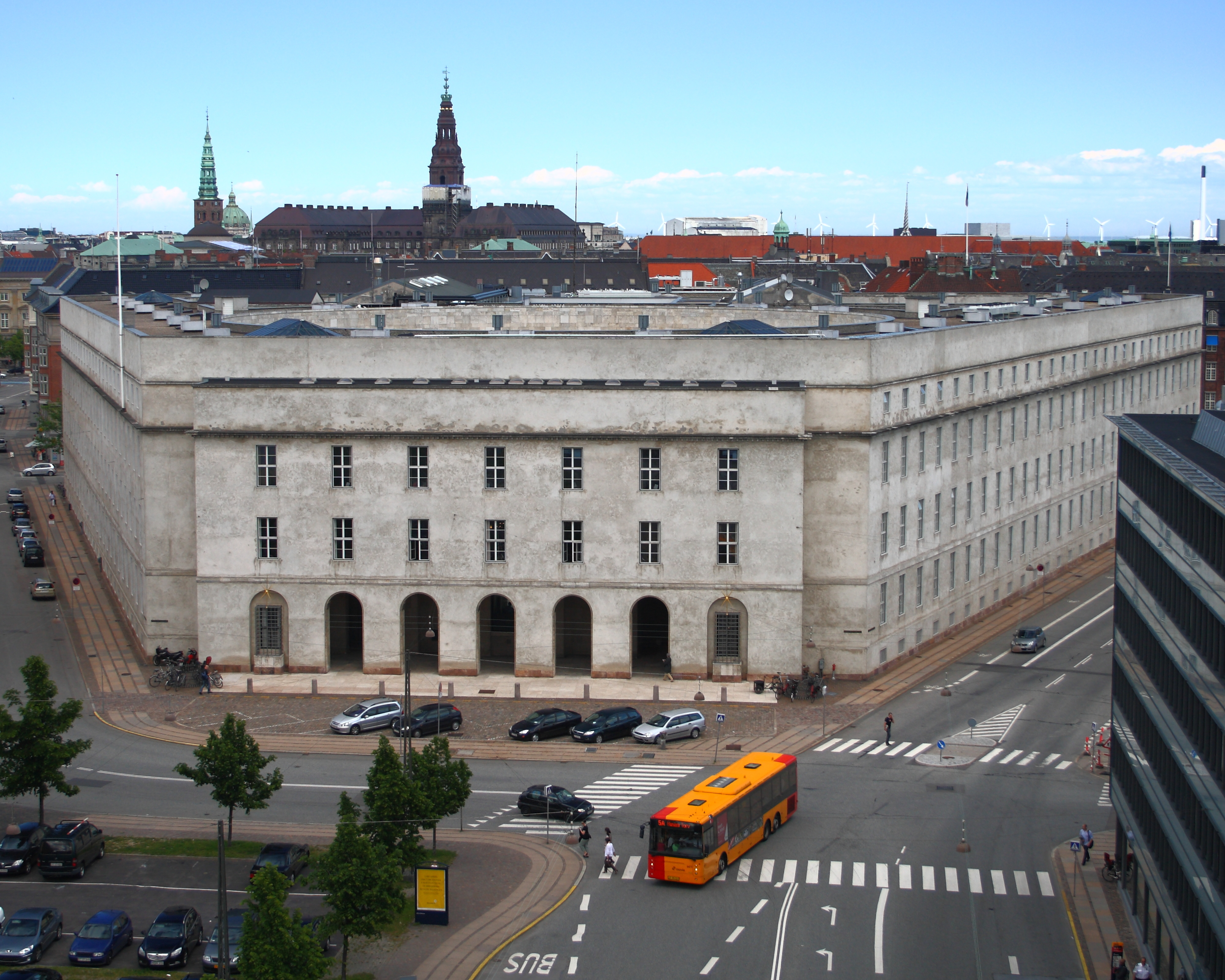
Копенгагенський поліцейський штаб
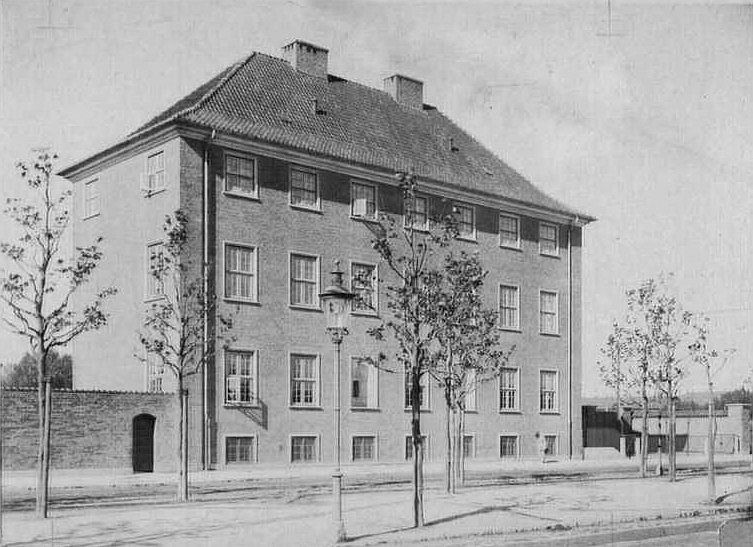
Державний екзаменаційний інститут, Копенгаген (знесений 1995 р.)